# 勘定組頭
勘定組頭（かんじょうくみがしら）とは、江戸幕府の役職の1つ。勘定所に属して勘定奉行の支配を受けて勘定所所属の諸役人を指揮・監督を行い、幕府財政及び農政を担当した。
設置時期は寛文4年（1664年）とするのが通説であるが、それよりも30年以上も前の寛永年間には既にこの名称が登場しているため、設置上限はこの時期まで遡ることが可能とされている。
寛文12年（1672年）の職制によれば定員12名・役料は100俵であり、御殿（江戸城）担当が2名が設置され、残りは上方担当と関東担当に振り分けられていた（最低4名）。天和2年（1682年）に一旦役料が廃止されたが、享保7年（1722年）に改めて役高350俵が与えられ、翌8年（1723年）の制度改革によって地域別振り分けを廃して、代わりに御殿詰・勝手方・取箇改・伺方・諸向勘定帳改の部門別振り分けが導入された。以後定員は10-13名で推移しながら幕末にまで至った。